# Monochaetum macrantherum
Monochaetum macrantherum är en tvåhjärtbladig växtart som beskrevs av Henry Allan Gleason. Monochaetum macrantherum ingår i släktet Monochaetum och familjen Melastomataceae. Inga underarter finns listade i Catalogue of Life.